# 루빈의 꽃병
루빈의 꽃병(Rubin vase, figure–ground vase), 루빈의 컵, 루빈의 얼굴(Rubin face)은 컵과 사람의 옆모습을 이용한 루빈의 그림. 루빈의 컵은 전경(前景)과 배경(背景)이 뒤바뀌는 현상을 보여줄 때 이용한다. 이 그림을 볼 때 우리는 흰 부분이 검은 바탕 위에 있는 것으로 지각해 흰 컵을 보기도 하고, 검은 부분이 흰 바탕 위에 있는 것으로 지각해 마주 보고 있는 두 사람의 얼굴을 보기도 한다. 시간이 지나면 컵과 두 옆얼굴이 번갈아가며 전경과 배경으로 지각되는데, 이를 전경과 배경의 역전 현상이라 한다. 그러나 컵과 두 옆얼굴이 동시에 지각되지는 않는다.

## 다른 예시

Idaho Scenic State Route. 갈색의 인간의 머리로 보이거나 흰색의 미국 주 아이디아호주가 보일 수 있다.
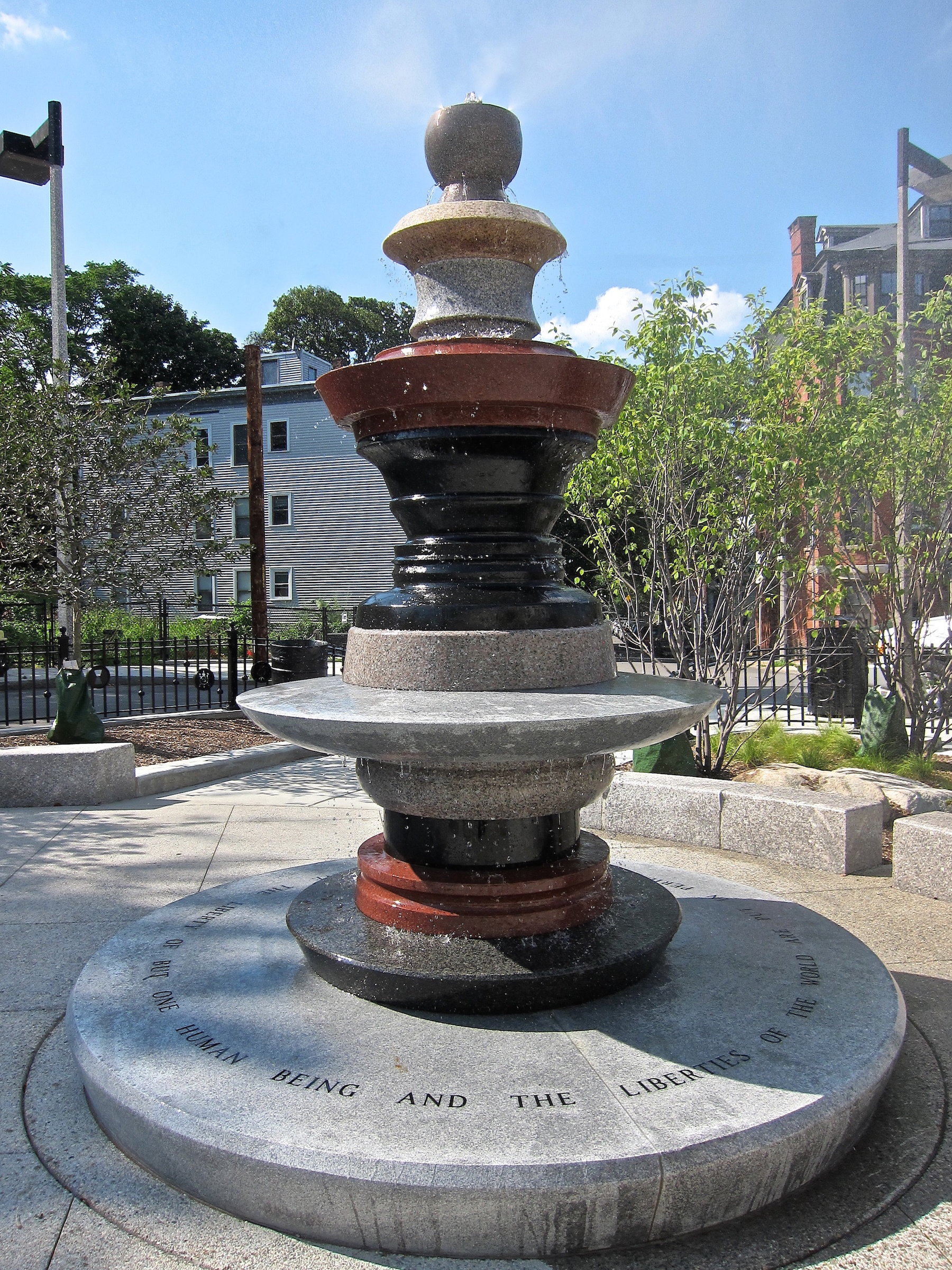
디자인: 빌 테일러, 로스 밀러

## 같이 보기
- 파레이돌리아